# خالد حاج عثمان
خالد حاج عثمان (عربی: خَالِد الْحَاج عُثمَان؛ زادهٔ ۱ مهٔ ۱۹۸۷) بازیکن فوتبال اهل سوریه است.
از باشگاه‌هایی که در آن بازی کرده‌است می‌توان به باشگاه فوتبال الاتحاد (سوریه) اشاره کرد.
وی همچنین در تیم ملی فوتبال سوریه بازی کرده‌است.